# Глой, Карен
Карен Глой (род. 21 декабря 1941 года, Итцехо, ФРГ) - немецкий философ, которая работает в таких направлениях, как натурфилософия, спекулятивная философия и межкультурная философия, а также изучает вопросы, связанные с различными типами рациональности и моделями мышления.

## Карьера
Карен Глой изучала философию, германистику, физику, историю искусств и психологию в Гамбургском и Гейдельбергском университетах. Среди её преподавателей были Карл Фридрих фон Вайцзеккер, Ганс-Георг Гадамер, Карл Лёвит, Дитер Хенрих, Эрнст Тугендхат и Михаэль Теуниссен.
В 1974 г. она защитила диссертацию на тему "Кантовская теория науки", а в 1980 г. - докторскую диссертацию на тему "Единство и разнообразие. Структурный анализ и систематические исследования концепции единства и разнообразия у Платона, Фихте, Гегеля и в наше время". В 1982 г. она стала доцентом в Гейдельбергском университете, а с 1985 по 2007 гг. была профессором философии и интеллектуальной истории в Люцернском университете (с 2007 г. - почетным профессором). В 1996 г. она провела исследовательский семестр в Гарвардском университете. С 2002 по 2008 г. она также работала постоянным приглашенным профессором и лектором в Венском университете. Кроме того, до 2016 г. она преподавала в учебном центре Гумбольдта университета Ульма и продолжает преподавать в Мюнхенском университете Людвига-Максимилиана.
Глой является соучредителем международного общества "Системы философии" и членом научно-консультативных советов многих журналов по философии. В качестве приглашенного профессора она читала лекции по всему миру, включая Китай, Тайвань, Японию, Корею, Колумбию.

## Направления исследований
На основные направления исследований Карен Глой оказали влияние её наставники Карл Фридрих фон Вайцзеккер и Дитер Хенрих, а также её раннее знакомство с различными культурами.
Вайцзеккер стимулировал её интерес к естествознанию и натурфилософии, которым посвящена её диссертация и другие работы. Импульс к изучению спекулятивной философии пришел от Дитера Хенриха. Этот интерес впервые возник при критическом рассмотрении немецкого идеализма: Канта, Фихте, Гегеля и Шеллинга. Изучение исторических деятелей идеализма и независимых рассуждений диалектики было отражено в докторской диссертации Карен Глой, а также в других работах и статьях.
Читая лекции по всему миру, Карен Глой познакомилась с разнообразными культурами с различным менталитетом и мышлением. Это привело ее к изучению различных типов рациональности и моделей мышления. В своих книгах Vernunft und das Andere der Vernunft ("Разум и другой разум") (2000) и Denkformen und ihre kulturkonstitutive Rolle ("Формы мышления и их культурообразующая роль") (2016) Глой отвергает одностороннюю интерпретацию рациональности, приведшую к "логоцентризму Запада". Она противопоставляет ее другим рациональным типам и моделям мышления, таким как шумерские методы списков, диерезис, процессно-ориентированное диалектическое мышление, метапарадоксальная рациональность и аналогическое мышление. Основываясь на этих работах и собственных полевых исследованиях на Новой Гвинее, Соломоновых островах и в Амазонии, Глой в последние годы работает в области межкультурной философии.

## Награды
- 2002 - почетный доктор философского факультета Университета Янины (Греция)

## Сочинения

#### Исследовательские отчеты и межкультурная философия
- Unter Kannibalen. Eine Philosophin im Urwald von Westpapua. Primus Verlag, Darmstadt 2010, ISBN 978-3-89678-681-4.
- Kulturüberschreitende Philosophie. Das Verständnis unterschiedlicher Denk- und Handlungsweisen. Wilhelm Fink, München 2012, ISBN 978-3-7705-5387-7. (Grundsätzlicher, an Beispielen orientierter Beitrag zur Interkulturellen Philosophie, verwendet aber auch eigene Forschungserlebnisse)
- Was ist die Wirklichkeit? Fink, Paderborn 2015, ISBN 978-3-7705-5948-0. (Forschungsbeitrag von Bhutan).
- Denkformen und ihre kulturkonstitutive Rolle. Paderborn 2016, ISBN 978-3-7705-6105-6.

#### Вопросы естествознания и натурфилософии
- Die Kantische Theorie der Naturwissenschaft. Eine Strukturanalyse ihrer Möglichkeit, ihres Umfangs und ihrer Grenzen. Dissertation. de Gruyter, Berlin 1976, ISBN 3-11-006569-X.
- Studien zur theoretischen Philosophie Kants. Würzburg 1990, ISBN 3-88479-445-0.
- Studien zur Platonischen Naturphilosophie im Timaios. Würzburg 1986, ISBN 3-88479-247-4.
- Das Verständnis der Natur. C.H. Beck, München 1995–1996; wieder Komet, Köln 2005
  - 1. Die Geschichte des wissenschaftlichen Denkens. ISBN 3-406-38550-8.
  - 2. Die Geschichte des ganzheitlichen Denkens. ISBN 3-406-38551-6.
- Zeit. Eine Morphologie. Alber, Freiburg, München 2006, ISBN 3-495-48200-8.
- Philosophiegeschichte der Zeit. Fink, Paderborn 2008, ISBN 978-3-7705-4671-8.
- Wahrnehmungswelten. Freiburg/ München 2011, ISBN 978-3-495-48447-0.

#### Спекулятивная философия
- Einheit und Mannigfaltigkeit. Eine Strukturanalyse des „und“. Systematische Untersuchungen zum Einheits- und Mannigfaltigkeitsbegriff bei Platon, Fichte, Hegel sowie in der Moderne. Habilitationsschrift. de Gruyter, Berlin 1981, ISBN 3-11-008418-X

Под ред.: Georg Wilhelm Friedrich Hegel. Vorlesungen über Logik und Metaphysik. Heidelberg 1817. Hamburg 1992, ISBN 3-7873-1003-7.

#### Модели мышления и типы рациональности
- Vernunft und das Andere der Vernunft. Alber, Freiburg 2001, ISBN 3-495-47890-6.
- mit Manuel Bachmann: Rationalitätstypen. Alber, Freiburg/ München 1999, ISBN 3-495-47960-0.
- mit Manuel Bachmann: Das Analogiedenken. Vorstösse in ein neues Gebiet der Rationalitätstheorie. Freiburg/ München 2000, ISBN 3-495-47964-3.
- Bewusstseinstheorien. Zur Problematik und Problemgeschichte des Bewusstseins und Selbstbewusstseins. 3. Auflage. Alber, Freiburg/ München 2004, ISBN 3-495-48117-6.
- Kollektives und individuelles Bewußtsein. Fink, Paderborn 2009, ISBN 978-3-7705-4868-2.
- Denkanstöße zu einer Philosophie der Zukunft. Passagen, Wien 2002, ISBN 3-85165-518-4
- Von der Weisheit zur Wissenschaft. Alber, Freiburg 2007, ISBN 978-3-495-48256-8.
- Wahrnehmungswelten, Freiburg, München, Fink 2011.
- Zwischen Glück und Tragik. Fink, München 2014, ISBN 978-3-7705-5645-8.
- Alterität. Das Verhältnis von Ich und dem Anderen, Fink, Paderborn 2019, ISBN 978-3-7705-6403-3.

#### Введения
- Wahrheitstheorien. Eine Einführung. UTB, Tübingen 2004, ISBN 3-8252-2531-3.
- Grundlagen der Gegenwartsphilosophie. Eine Einführung. UTB, Paderborn 2006, ISBN 3-8252-2758-8.
- Komplexität. Ein Schlüsselbegriff der Moderne. Fink, Paderborn 2014, ISBN 978-3-7705-5737-0.
- Die Frage nach Gerechtigkeit, UTB, Paderborn 2017.
- Zeit in der Kunst, Königshausen/Neumann, Würzburg 2017

#### Юбилейный сборник в честь Глой
- Alessandro Lazzari: Metamorphosen der Vernunft : Festschrift für Karen Gloy. Königshausen & Neumann, Würzburg 2003, ISBN 3-8260-2439-7.